# Stępocin
Stępocin (prononciation : [stɛmˈpɔt͡ɕin]) est un village polonais de la gmina de Nekla dans le powiat de Września de la voïvodie de Grande-Pologne dans le centre-ouest de la Pologne.
Il se situe à environ 4 kilomètres au sud de Nekla (siège de la gmina), à 12 kilomètres à l'ouest de Września (siège du powiat) et à 35 kilomètres à l'est de Poznań (capitale régionale).
Le village possédait une population de 171 habitants en 2015.

## Histoire
De 1975 à 1998, le village faisait partie du territoire de la voïvodie de Poznań.

Depuis 1999, Stępocin est situé dans la voïvodie de Grande-Pologne.